# Касса Балча
Касса Балча (род. 5 декабря 1955) — эфиопский легкоатлет, специалист по бегу на средние и длинные дистанции, кроссу и марафону. Победитель чемпионата мира по кроссу в командном зачёте, призёр ряда крупных международных стартов, участник летних Олимпийских игр в Москве.

## Биография
Касса Балча родился 5 декабря 1955 года.
Впервые заявил о себе в лёгкой атлетике на международном уровне в сезоне 1980 года, когда вошёл в состав эфиопской сборной и благодаря череде успешных выступлений удостоился права защищать честь страны на летних Олимпийских играх в Москве — в ходе предварительного квалификационного этапа программы 1500 метров показал время 3:43.1, чего оказалось недостаточно для выхода в полуфинальную стадию соревнований.
В 1981 году на чемпионате мира по кроссу в Мадриде занял 14-е место в личном зачёте и вместе с соотечественниками стал победителем мужского командного зачёта. На международном старте во Флоренции финишировал пятым в 1500-метровой дисциплине, установив при этом свой личный рекорд — 3:41.0 (ручной хронометраж).
В 1983 году в беге на 5000 метров пришёл к финишу шестым на Спартакиаде народов СССР в Москве, в беге на 3000 метров с личным рекордом 7:51.05 стал шестым на международном турнире Golden Gala в Риме.
Рассматривался в качестве кандидата на участие в летних Олимпийских играх в Лос-Анджелесе, однако Эфиопия вместе с несколькими странами восточного блока бойкотировала эти соревнования по политическим причинам. Вместо этого Касса Балча выступил на альтернативном турнире «Дружба-84» в Москве, где в зачёте 5000 метров с личным рекордом 13:32.01 занял итоговое пятое место.
В 1985 году на кроссовом чемпионате в мира в Лиссабоне был шестым в личном зачёте, выиграл командный зачёт.
В 1992 году показал 21-й результат на Гамбургском марафоне (2:25:08), закрыл десятку сильнейших Чикагского марафона (2:22:51).
В 1993 году финишировал четвёртым и восьмым на марафонах в Остине и Дулуте, показав время 2:22:21 и 2:22:48 соответственно.